# التهاب جريبي
طفح حوض الاستحمام الساخن (بالإنجليزية: Folliculitis)‏ هو التهاب الجلد أو مسام الشعر في الجلد (فوليكوليتيس) بسبب الاتصال بالمياه الملوثه. تحدث الإصابة بصورة أكثر شيوعا بعد السباحة في أحواض ساخنة أو منتجعات ملوثة.
فوليكوليتيس هو التهاب الطبقة السطحية من الجلد أو مسام الشعر في الجلد. في أغلب الأحيان تتسبب بها بكتريا اسمها Staphylococcus aureus، وذلك لتواجدها على جلد الإنسان بكثافة في الأحوال العادية.
ممكن أن تصاب بها كل مناطق الجسم التي يوجد بها شعر. وبشكل خاص فروة الرأس والذقن ومناطق الجذع والصدر.
وبشكل خاص لدى الرجال الكثيفي الشعر هم أكثر عرضة للإصابة بهذا المرض في شهور الصيف الحارة، بسبب تكاثر البكتريا بسرعة عند ارتفاع درجات الحرارة وكثرة التعرق.
وممكن أن يعاني المصاب به من آلام حادة بسبب تغير سطح الجلد نتيجة الالتهاب وتشكل دمل ذات رؤوس بيضاء في البداية أو سوداء في الحالة المزمنة، لكن كلها لها علاجها وفرص الشفاء منها بشكل كامل ممكن. ويحتاج المرء أحيانا لعملية جراحية للتخلص من الدمل.